# Christine Errath
Christine Errath (Berlino, 29 dicembre 1956) è un'ex pattinatrice artistica su ghiaccio tedesca.

## Palmarès
| Internazionali                     | Internazionali | Internazionali | Internazionali | Internazionali | Internazionali | Internazionali | Internazionali | Internazionali |
| Evento                             | 1968–69        | 1969–70        | 1970–71        | 1971–72        | 1972–73        | 1973–74        | 1974–75        | 1975–76        |
| ---------------------------------- | -------------- | -------------- | -------------- | -------------- | -------------- | -------------- | -------------- | -------------- |
| Giochi olimpici invernali          |                |                |                | 8°             |                |                |                | 3°             |
| Campionati mondiali                |                |                | 9°             | 10°            | 3°             | 1°             | 3°             | 2°             |
| Campionati europei                 | 18°            |                | 7°             | 5°             | 1°             | 1°             | 1°             | 3°             |
| Richmond Trophy                    |                |                |                | 1°             |                |                |                |                |
| Blue Swords                        | 3°             | 3°             | 2°             | 1°             | 1°             | 1°             | 1°             | 1°             |
| Prize of Moscow News               | 5°             |                |                |                |                |                |                |                |
| Nazionali                          |                |                |                |                |                |                |                |                |
| Campionati della Germania dell'Est | 3°             | 3°             | 2°             | 2°             | 2°             | 1°             | 1°             |                |